# Дневник Алонсо Тайпера
«Дневник Алонсо Тайпера» (англ. «The Diary of Alonzo Typer») — рассказ американского писателя Говарда Филлипса Лавкрафта, написанный в сотрудничестве с Уильямом Ламли в октябре 1935 года. Впервые был издан в журнале «Wierd Tales» за февраль 1938 года. Рассказ «Дневник Алонсо Тайпера» является результатом пересмотра Лавкрафтом рассказа, который писал Ламли.

## Сюжет

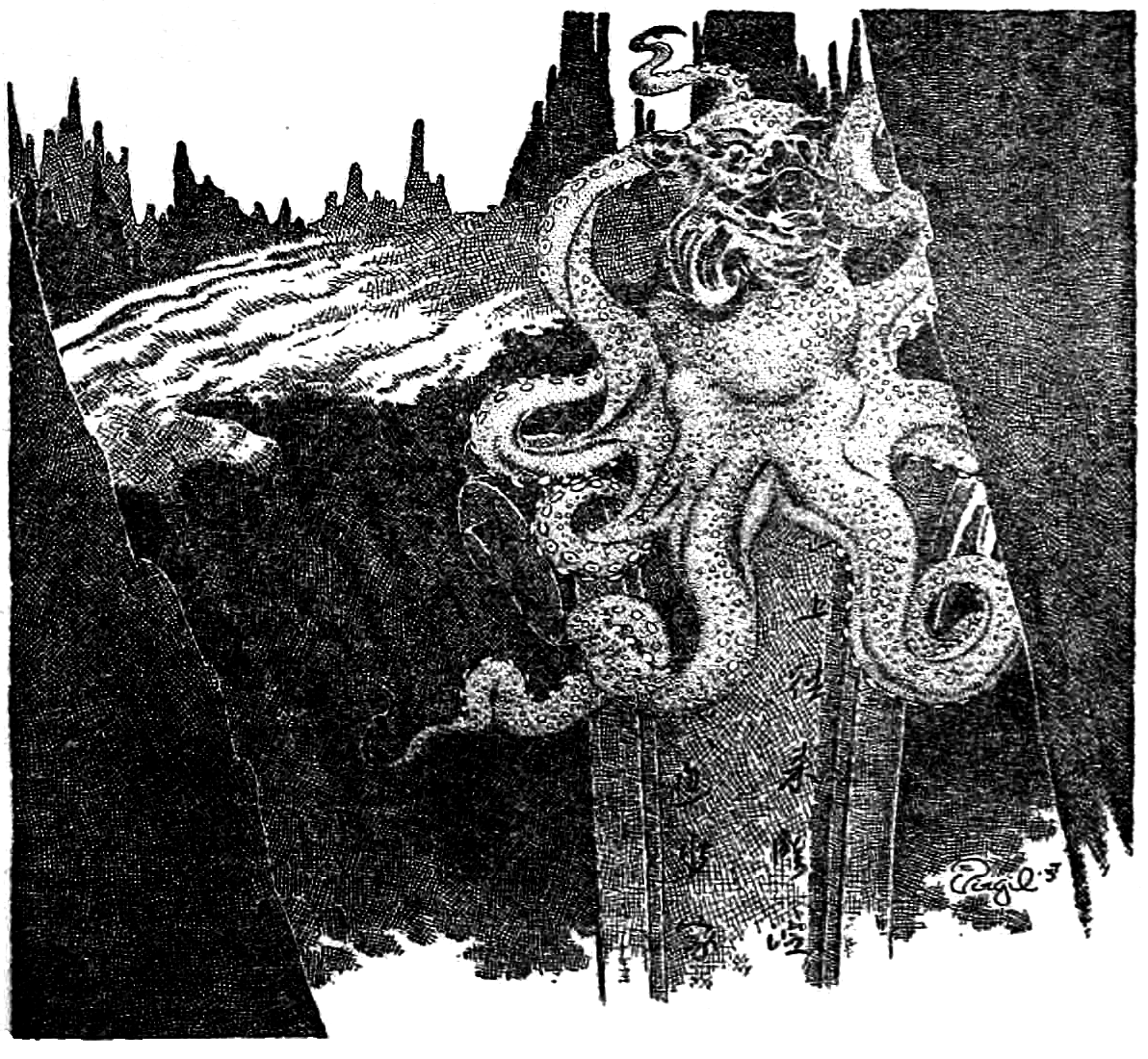
Иллюстрация к рассказу в «Weird Tales», февраль 1938 стр. 27

Рассказчик, чье имя не называется, вспоминает охотника на чудовищ, Алонсо Тайпера, который исчез при загадочных обстоятельствах. Последний раз Алонсо видели в 1908 году, в отеле «Ричмонд» города Батавия (округ Джинси). Он приехал из Кингстона (англ. Kingston) в деревню Аттика, штат Нью-Йорк. Тайпер направился в ближайшее поселении Коразин (англ. Chorazin), где проживают индейцы племени ирокезов. Там местный житель нашел его дневник в руинах особняка Ван дер Хейлов, что был разрушен пожаром от грозы. Сектанты проводили ритуалы в особняке и в кругу камней на холме. В 1872 году семья Ван дер Хейлов внезапно исчезла. Особняк привлекал исследователей оккультных наук со всего мира. В подвале были высечены иероглифы, а в полу находилась брешь, засыпанная камнями. В подвале проступает зловонная вязкая масса и ощущался запах змей. Именно в этом месте и исчез Алонсо Тайпер.    
Дальнейшее повествование представляет из себя записи в дневнике. Алонсо прибыл в особняк Ван дер Хейлов, чтобы раскрыть его тайны в канун Вальпургиевой ночи. Лица на портретах показались ему странно знакомыми, особенно, портрет Тринтии Ван дер Хейл и Корнелиуса из Лейдена. В доме ощущалось присутствие некой невидимой массы. Ночью в доме начали материализоваться привидения: огромная тень двигающаяся по стенам и две гигантские лапы с клешнями, что исчезали при свете фонаря. При чем, Алонсо ни разу не удалось пронаблюдать привидение и портрет одновременно. За дверью в подвале раздавался стук и бормотание, словно, там ворочалась гигантская тварь. Алонсо чудилось, что по дому ползает огромная змея или морское животное. 

Алонсо нашел в библиотеке книги: «Пнакотические манускрипты», «Некрономикон», франко-норманнская «Книга Эйбона», первая редакция старинных «Таинства червя» Людвига Принна. Но самой страшным был дневник Клаеса ван Дер Хейла, в котором было изображено антропоморфное существо с головой кальмара. Там же упоминались свитки цивилизации Акло, что могут сделать невидимых существ осязаемыми. Вечером стали доносится звуки волынки с холма. Тайпер поднялся на холм и оказалось, что камни на вершине стали мягкие на ощупь как спина жабы и имеют рисунок змеиной кожи, а возле алтаря зияет провал. Алонсо нашел на чердаке статуэтку чудовищного моллюска с человеческим телом, и пророчество Клаеса Ван дер Хейла:
Я узнал таинства Шамбалы — лемурийской столицы, существовавшей 50 миллионов лет назад, что укрыта за прочным барьером психической энергии где-то в Аравийской пустыне. Мне открылся смысл «Книги Дзиан», первые шесть глав которой превосходят возраст Земли, а последние были уже ветхими, когда нашей планеты достигли космические дредноуты венерианских лордов. В забытом городе Йан-Хо (англ. Yian-Ho) были сохранены древние тайны Первобытных (англ. Primal Ones), более древних и более могущественных, чем человеческая раса существ. Эоны и вселенные ничего не означают для них; чудовищные создания Старых Рас дремлют в надежно укрытых тайниках и пещерах, не подверженные течению времени, в любую минуту готовые пробудиться, стоит только земному отступнику узнать из черных книг их запретные знаки и секреты. 
Алонсо узнал, что в пещере под домом погребен один из Забытых (англ. Forgotten One) — Хранитель ключей к вратам Безымянного города, где жила Великая раса покинувшая Землю. Хендрикс Ван дер Хейл прибыл в 1638 году в Новую Голландию ради поисков этого существа и постиг Семь Печатей Воплощений Ужаса (англ. Seven Lost Signs of Terror). По легенде, заклинания Акло преобразит Забытого хранителя и дверь откроется через 3 дня... Этот Древний описан в свитке:
В неведомые и сумрачные земли да отправится ищущий, чтобы воздвигнуть жилище для Внешних Стражей (англ. Outer Guardians). Здесь покоится ключ от замка, что был дан мне в ужасном, древнем и запретном городе Йан-Хо; замок, который я или мои потомки должны запереть на пороге Того, что должно быть найдено. Да помогут мне владыки Яддита (англ. Yaddith) — или тому, кто должен установить этот замок на место или повернуть ключ. Что-то заговорило со мной из ледяного эфира пространства, и оно сказало: «Час настал». 

Таинства Древних сокрыты в глубинах Земли и родились они задолго до человека. Забытый город Йан-Хо (англ. Yian-Ho) раскрыл передо мной свои стены. Я научился наводить мост через бездну, что не следует наводить, и должен призывать из земли «Того, Кого не следует ни будить, ни призывать». И то, что послано следовать за мной, не будет спать, пока я или те, кто после меня, не найдут и не сделают то, что должно быть найдено и сделано.
В канун Вальпургиевой ночи начался шабаш на холме. «Йа, йа! Шуб-Ниггурат! Коза с легионом младых!». Сектанты начали рыть яму в кругу из камней. Началась буря. Алонсо узнал, что Адриан Слейт из семьи Хейлов был двоюродным кузеном Пастера Тайпера, его прадеда... Он был последним из семьи Хейл и владел ключом, и ему предстоит запереть им железные врата.
Мне выпала участь искупить грехи предка. Но я не буду... Клянусь, я не стану!.. Слишком поздно... Ничто не спасет меня... черные лапы волокут меня в подвал...

## Персонажи
Алонсо Хазбрух Тайпер (англ. Alonzo Hasbrouck Typer) — последний представитель древнего графского рода Ульстеров (англ. Ulster). На момент исчезновения ему исполнилось 53 года. Уроженец Кингстона, штат Нью-Йорк, учился в частной школе, а затем в Колумбийском и Гейдельбергском университетах. Автор работ по вампиризму, магии и полтергейсту. В 1900 году, по неясным причинам, покинул Общество психологических исследований и много путешествовал, посетив заброшенные города в Непале, Индии, Тибете и Южном Индокитае. 1899 год провел на загадочном острове Пасхи. Поиски Алонсо Тайпера не принесли результатов, а его поместье было разделено между дальними родственниками. Тогда около особняка Ван дер Хейл видели таинственного евразийца с необычными повреждениями на теле и интеллектом, упавшим до уровня ребенка. 
Тринтия Ван дер Хейл-Слейт (англ. Van der Heyl Sleght) — женщина с дьявольской улыбкой на губах. Её лицо имеет зеленоватый оттенок, в упругой коже поблескивает чешуя.
Корнелиус из Лейдена (англ. Cornelis of Leyden) — разрушил барьер в неведомый мир после того, как его отец отыскал недостающий ключ для цепочки ритуальных заклинаний.
Жена Дирка Ван дер Хейла (англ. Dirck van der Heyl’s wife) — происходила из семьи Салемского колдуна Абадонны Кори (англ. Abaddon Corey).
Клаес Ван дер Хейл (англ. Claes van der Heyl) — предок рода Ван дер Хейл, колдун, который призывал существ, похожих на кальмара. 
Джори (англ. Joris) — граф, родился в 1773 году в семье младшей дочерью старого Дирка. Зеленые глаза и змеиное выражение, застывшее на его лице. Стоит погасить фонарь, и мне начинает казаться, что изображение на портрете испускает слабое зеленоватое свечение. Чем больше я вглядываюсь, тем более зловещее выражение приобретает оно.
Адриан Слейт (англ. Adriaen Sleght) — двоюродный кузен Пастера Тайпера, прадеда Алонсо.
Джон Игл (англ. John Eagle) — смуглый, с лицом, похожим на обезьянье, селянин, нашел дневник Алонсо Тайпера.

## Связь с другими произведениями
В романе «Случай Чарльза Декстера Варда» описаны ритуалы на холме, колдун подписывающийся как «В», заклинания Акло, и врата Йог-Сотота.  
В рассказе «Ужас Данвича» колдун призвал на вершине Сторожевого холма гигантское невидимое существо.  
В рассказе «Врата серебряного ключа» описаны Древние и Врата в Иной мир, а также упоминается призрачный город Йан-Хо  
В рассказе «Вне времени» описаны Древние, что обитают под землей, а также гора Яддит-Го.  
В рассказе «Безымянный город» описан затерянный город в Аравийской пустыне, где жила древняя раса рептилий; в его подземельях находятся железные врата.  
в повести «Хребты Безумия» описаны Старцы и древний город в Антарктике.  
В рассказе «Проклятие Йига» описаны змеелюди.  
В рассказе «Склеп» юноша стал одержим духом предка Джефри Хайда.  
В рассказе «Праздник» встречается фраза «однажды вернется потомок, которому предстоит исполнить то, что должно быть исполнено».  